# الينا فيورمان
هي صحفية روسية-أمريكية تعيش في لوس آنجلوس

## الحياة الشخصية
فورمان، وبالاصل الينا كوزميتس، ولدت في الاتحاد السوفييتي وهاجرت إلى الولايات المتحدة من موسكو في عام 1989، ,واصبحت مواطنة أمريكية. والدتها، ريتا كوزميتس، هاجرت في وقت لاحق أيضا. تزوجت فورمان نيك فورمان، وهو مرشح ماديسون الكونغرس، مايو 1991، كانت لديه طفلتان (الممثلة إزابيل فورمن ولد 25 فبراير 1997 والمغنية مادلين فورمان من مواليد 21 آب). وانتقلت عائلتها إلى أتلانتا في عام 1999، عندما انضمت.
تلقى فورمان لها شهادة في الصحافة من جامعة ويسكونسن في ماديسون واللغويات درس في موسكو اللغات الأجنبية المعهد.